# Stammliste von Leisnig
Die Stammliste von Leisnig stellt die Genealogie der Familie von Leisnig mit den in der Wikipedia vertretenen Personen und wichtigen Zwischengliedern vor. Sie waren Burggrafen von Leisnig auf Burg Leisnig.
Die mangelhafte, oft fehlerhafte, Quellenlage betrifft den gesamten Zeitraum aller Familienzweige. Gesicherte Daten sind urkundlich genannt, Geburts- und Sterbedaten o. g. Zeiträume jedoch oft ungesichert und nach höchstmöglicher Wahrscheinlichkeit der oft abweichenden Datenquellen unter Vorbehalt zu betrachten. Es bleiben genealogische Details, sogar die Zuordnung von Mitgliedern des Hauses, ungeklärt.

## Die Burggrafen von Leisnig (1171–1538)
Der erste bekannte Vertreter des Hauses war Heinrich von Leisnig, urkundlich 1143 bis 1157. Er hatte folgenden Nachkommen:
A1. Heinrich I. Burggraf von Groitzsch (1168), Burggraf von Leisnig (1171–1200), Stifter des Klosters Buch (1192), († 1203); ⚭ () N.N.
B1. Gebhard, Burggraf von Groitzsch (1196), Burggraf von Leisnig (1204), urkundlich 1196 bis 1213
C1. Albero II., Burggraf von Groitzsch (um 1228), Burggraf von Leisnig (1234–1258), „der Jüngere“ (1234), urkundlich 1217 bis 1258; ⚭ () N.N. (–)
D1. Albrecht von Seeburg, Burggraf von Kaaden und Bilin, Herr zu Tachau (–1297), Marschall von Böhmen (1289), urkundlich 1267, († 1321); ⚭ I: () Margareta; ⚭ II: () Svatike, urkundlich 1302
E1. [?] Albrecht von Seeburg, urkundlich 1302 bis 1307, († nach 12. März 1309); ⚭ () N.N.
F1. Margarete von Seeburg († 1340); ⚭ () Otto „der Jüngere“ von Lobdeburg-Bergow zu Bilin und Seeburg, urkundlich 1297 bis 1350
E2. [?] Margarete von Seeberg (* um 1288; † vor 20. Februar 1322); ⚭ () Heinrich III. „der Lange“, Vogt und Herr von Plauen (Ältere Line), (* um 1284; † zw. 16. Februar 1347 und 8. Mai 1348), Sohn des Vogts und Herrn von Plauen Heinrich II. „der Böhme“ (1254–1302) und Katharina von Riesenburg (1260–1333)
D2. Albrecht, Bischof von Meißen (1296–1312), († 2. März 1312)
D3. Albero III. (Albrecht II.), Burggraf von Leisnig, urkundlich 1264 bis 1308, († vor 1309); ⚭ () Agnes von Meißen, urkundlich 1289 bis 1317, (* vor 1289; † nach 1317), Tochter des Burggrafen Meinher (III.) von Meißen (–1297) aus dem Geschlecht der Meinheringer und N.N. von Lobdeburg-Arnshaugk (–1317)
E1. Albero IV. (Albrecht IV.) von Leisnig, Burggraf von Rochsburg (1319), Herr zu Strehla und Mutzschen (1340), urkundlich 1306 bis 1346, († 1349); ⚭ I: () Klara; ⚭ II: (vor 9. Mai 1321) Sophie von Waldenburg, urkundlich 1321 bis 1341, (* um 1300; † nach 1341), Tochter des Heinrich von Waldenburg und Wolkenstein (1278–1343) und Euphemia
F1. [I] Albert V. (VI.), Burggraf von Leisnig, Herr zu Mutzschen (1350–1379),  „der Jüngere“ (1351), urkundlich 1329 bis 1379; ⚭ (vor 5. Oktober 1363) Margarethe von Colditz († nach 27. Dezember 1370), Tochter von Thimo VI. von Colditz (1338–1362/1363) und Bertha von Wildenfels (–1385)
G1. Albrecht (VII.), Burggraf von Leisnig, Herr zu Mutzschen (1384), urkundlich 1366 bis 1409; ⚭ () Adelheid von Torgau, urkundlich 1350 bis 1399, Tochter von Dietrich von Torgau
H1. Dietrich, Burggraf von Leisnig, Herr zu Mutzschen (1409), († 1421)
H2. Meinher von Leisnig, Herr zu Püchau (1394), Herr zu Mutzschen (1410–1412), († nach 1412)
H3. Söhne, urkundlich 1398
G2. Sophie, Nonne zu Nimbschen (1407)
G3. Margarete, Nonne (1407), Küsterin zu Nimbschen (1423), urkundlich 1407 bis 1423
F2. [?] Meinher von Leisnig, Herr zu Puchau, urkundlich 1339, († nach 10. Oktober 1394)
F3. [II] Albrecht, Burggraf von Leisnig, Burggraf zu Zschopau (1381–1392), urkundlich 1346 bis 1392; ⚭ () N.N. von Ileburg, Tochter von Otto V. „der Ältere“ zu Eilenburg (–1362)
F4. [?] Agnes „die Ältere“ von Leisnig, urkundlich 1366
F5. [?] Agnes „die Jüngere“ von Leisnig, urkundlich 1366
F6. [?] Sophie von Leisnig, urkundlich 1366
F7. [?] Katharina von Leisnig, Nonne (1368–1383), Küsterin zu Nimbschen (1387)
F8. [?] Margarete von Leisnig, Nonne (1368), Äbtissin von Nimbschen (1375–1387), († nach 22. Juli 1387)
F9. [?] Anna von Leisnig, urkundlich 1366
F10. [?] Heinrich von Leisnig, urkundlich 1345
E2. Meinher (I.) von Leisnig, urkundlich 1306 bis 1339
E3. Albrecht von Leisnig, Propst zu Wurzen (1319–1327), Domherr (1322), Domcantator (1324–1326), Dompropst zu Meissen (1327–1339), Domküster (1333), Domherr zu Magdeburg (1338), urkundlich 1306 bis 1340, († 25. August 1340; ▭ im Meißner Dom)
E4. Heinrich (II.), Burggraf von Leisnig (1340), „der Jüngere“ (1329), urkundlich 1306 bis 1346; ⚭ () N.N.
F1. Heinrich (III.), Burggraf von Leisnig, Herr zu Strehla, urkundlich 1341 bis 1394; ⚭ Barbara, urkundlich 1389 bis 1403
G1. Heinrich von Leisnig, urkundlich 1391
G2. Katharina von Leisnig, urkundlich 1391, ⚭ () N.N.
F2. Albrecht, Burggraf von Leisnig, gewesener Herr zu Strehla (1365), urkundlich 1348 bis 1375
E5. Otto I., Herr zu Rochsburg (1321–1363), Herr zu 1/2 Gnandstein, Burggraf von Leisnig (1328), Herr zu Penig (1333–1359), urkundlich 1304, († zw. 24. April 1363 und 19. August 1363); ⚭ (vor 7. Mai 1323) Elisabeth von Altenburg († zw. 19. August 1363 und 11. März 1364), Tochter von Burggraf (Albert) Albrecht IV. von Altenburg (–1328) und Spinicia (Swinka) Kuthel (aus Geithainer Bürgerfamilie)
F1. Otto, Benediktiner (1353–1367), Propst zu Penig (1367)
F2. Albert VI. (Albrecht VIII.), Burggraf von Leisnig (1353–1387), Herr zu Penig (1359–1408) und Rochsburg (1358–1408), urkundlich 1351 bis 1409, († 8. Dezember 1411); ⚭ () Sophie von Waldenburg, urkundlich 1365 bis 1394, Tochter von Johann von Waldenburg (1298–1385) und N.N.
G1. Albert VII. (Albrecht IX.), Burggraf von Leisnig gen. Wirt, Herr zu Rochsburg (1399–1433), Herr zu Penig (1423–1433), Graf von Leisnig (1427), Herr zu Mutzschen (1433–1435), „der Jüngere“ (1404), urkundlich 1364, († nach 30. August 1436); ⚭ () Friederun N.N., urkundlich 1419 bis 1433
H1. Otto II., Burggraf von Leisnig (1431), Herr zu Penig, Rochsburg und Lauterstein (1435), urkundlich 1417 bis 1452; ⚭ (21. Mai 1422) Margareta von Schwarzburg-Wachsenburg († zw. 1485 und 1490), (⚭ II: (vor 22. Februar 1459) Graf Heinrich V. von Wildenfels, urkundlich 1427 bis 1485, († vor 1490), (⚭ I: () Margareta von Bünau), Sohn von (Anarg von Wildenfels (–nach 1413) und Maria N.N. (–)), Tochter von Graf Günther XVIII. (XXXII.) von Schwarzburg-Wachsenburg (–1450) und Mechthild (Metze) von Henneberg-Schleusingen (–1425)
I1. Georg (II.), Burggraf (1450), Graf von Leisnig (1477), (* 4. Mai 1436 in Freiberg; † zw. 12. September 1474 und 4. Juni 1476); ⚭ (17. Januar 1462) Johanna von Colditz, († 14. September 1513 als Nonne in Chemnitz; ▭ in der Stadtkirche St. Jakobi (Chemnitz), Tochter von Hans (Hanuš) II. von Colditz (–1461/1462) und Agnes von Landstein (–nach 1473)
J1. Hugo (Haug), Burggraf von Leisnig (1474), Herr zu Penig, Herr zu Nepomysl (1520), Hauptmann zu Dahme (1500), (* 21. Juni 1465; † 21. März 1538); ⚭ I: (27. Juli 1494/19. September 1494) Dorothea Schenkin von Landsberg, († 2. September 1532), Tochter von Otto Schenk von Landsberg (–nach 1495) und Amabilia von Biberstein (1452–1507); ⚭ II: () Amalie Schwichowsky von Riesenberg
K1. Brigitte (* 13. Oktober 1495); ⚭ () Albin Schlik, Graf zu Bassano und Weisskirchen, Sohn von Nikolaus Schlik zu Bassano und Weißkirchen (–1522) und Barbara Schenkin von Tautenburg (–1546)
K2. Georg II. (III.), Burggraf von Leisnig, (* 6. November 1496; † 13. März 1537); ⚭ () Agnes von Mansfeld-Vorderort (* 18. Dezember 1504; † 1570; ▭ in der Bergkirche Penig), Tochter von Graf Ernst II. von Mansfeld-Vorderort (1479–1531) und Barbara von Querfurt (1485–1511)
K3. Weyprecht (* 28. Oktober 1497; † (1498))
K4. Anna (* 28. März 1499); ⚭ () Wilhelm von Lobkowicz zu Hassenstein († 1565)
K5. Otto (* 7. März 1500)
K6. Amabilia, Erbin von Penig und Rochsburg, (* 1. Juli 1508; † 22. Februar 1569; ▭ in der St.-Andreas-Kirche, Eisleben); ⚭ I: (1526) Ernst III. von Schönburg zu Waldenburg, (* 1486; † 12. September 1534), Sohn von Ernst I. von Schönburg zu Waldenburg (1456–1488) und Anna von Rieneck (1461–1525); ⚭ II: (24./26. Februar 1536) Graf Philipp II. von Mansfeld-Vorderort, Herr zu Bornstedt (1539), (* Oktober 1502; † 9. Juni/Juli 1546), Sohn von Graf Ernst II. von Mansfeld-Vorderort (1479–1531) und Barbara von Querfurt (1485–1511)
J2. Brigitte von Leisnig, (* und 〰 23. Juni 1464); ⚭ () Bussek Kaplirz von Sulewicz
J3. Eustach von Leisnig, Domherr zu Halberstadt (1483–1507), Domherr zu Meißen (1507–1518), Domdechant zu Magdeburg (1508), urkundlich 1476 bis 1524, (* 2. Februar 1467; † 3. Oktober 1524)
J4. Alexander, Burggraf von Leisnig, Pfandherr zu Duppau, († 13. Januar 1528); ⚭ () Dorothea von Plauen, urkundlich 21. Februar 1524 bis 25. August 1529, (* um 1457; † nach 1529), Tochter von Heinrich II., Burggraf von Meißen (1446/1447–1466) etc., Herr zu Plauen, Königswart, Petschau und Neuhartenstein, (1417–1482/1484) und Anna von Bünau a. d. H. Elsterberg, (1430–nach 1480) oder der Katharina Swihowsky von Riesenburg
J5. Sohn (* Februar 1463)
I2. Heinrich von Leisnig, Ritter des Deutschen Ordens (1474), urkundlich 1449 bis 1474
H2. Albert VIII. (Albrecht), Graf von Leisnig (1439), Herr zu Rochsburg, urkundlich  1433 bis 1443
H3. Ilse, urkundlich 1433 bis 1437
H4. Sophie, urkundlich 1433 bis 1437
H5. Friederun, urkundlich 1433 bis 1437
H6. Hedwig; ⚭ () Johann von Werthern († 1437)
G2. Sophie, Äbtissin von Kloster St. Marienstern (1406–1416)
G3. Elisabeth (Sophie) († nach 1406); ⚭ I: (5. Februar 1375) Johann von Golßen (* vor 1348; † 1376), Sohn von Burggraf Otto (Hans) von Wettin und Golßen (–1355) und Agathe von Ileburg (–1355); ⚭ II: (vor 1393) Gebhard XII. von Querfurt, Herr zu Düben (1394), († zw. 25. September 1399 und 14. Oktober 1402), Sohn von Burchard von Querfurt (vor 1310–nach 1337) und Mechtild von Weimar-Orlamünde (–nach 1312)
G4. Jutta (Judith), urkundlich 1388, († 1420); ⚭ () Veit I. von Schönburg zu Glauchau, († vor 1422), (⚭ I: () Agnes von Schönburg († nach 1372), Tochter von Hermann VI. von Schönburg zu Crimmitschau (–1382) und Mechtild von Hackeborn (–1386)), Sohn von Friedrich IX. von Schönburg zu Glauchau (–1389) und Agnes von Wartenberg (–1373)
F3. Agnes, Burggräfin von Leisnig zu Penig, urkundlich 4. März 1355 bis 6. Dezember 1359, († nach 6. Dezember 1359); ⚭ (vor 4. März 1355) Heinrich III. „der Ältere“ Reuß von Plauen, Herr zu Greiz (1350–1368), verliert 1358 im Vogtländischen Krieg die Städte Triptis, Auma und Ziegenrück, erhält in der brüderlichen Erbteilung von 1359 Schloss und Stadt Greiz, die Mannschaft zu Treuen und Dölau, ferner Wiesenburg und die Stadt Kirchberg, besitzt dagegen Schloss Mylau und Stadt Reichenbach, welche 1358 böhmische Lehen geworden sind, gemeinsam mit seinen Brüdern, nimmt 1367 die Feste Treuen von Böhmen zu Lehen, urkundlich 22. September 1351 bis 21. August 1367, (* um 1333 in Plauen; † vor 18. August 1368); (⚭ I: () Jutta von Hackeborn (* um 1343), Tochter von Albrecht VI. von Hackeborn (1302–1368) und Rixa von Schrapelau (1315–1348)), Sohn von Vogt Heinrich II. von Plauen (jüngere Linie) (1289–1350) und Prinzessin Salome von Schlesien-Glogau 1319–1359)
F4. Brigitte (Jutta) Burggräfin von Leisnig; ⚭ () Hermann VI. von Schönburg zu Crimmitschau, urkundlich 1332 bis 1375, († 7. Juni 1382), (⚭ I: () Mechtild von Plauen, urkundlich 22. November 1340, (* um 1323 (?) in Plauen; † zw. 22. November 1340 und 2. November 1343), Tochter von Vogt Heinrich II. von Plauen (jüngere Linie) (1289–1350) und Prinzessin Salome von Schlesien-Glogau (1319–1359); ⚭ III: () Mechtild von Hackeborn († um 1386), Tochter von Albrecht VI. von Hackeborn (1323–1368) und Rixa zu Schrapelau (–1335)), Sohn von Friedrich (Fritz) IV., Herr von Schönburg-Crimmitschau (-1347) und Anna (Agnes) von Kittlitz (-1369)
E6. Sophie († nach 27. Dezember 1323); ⚭ (vor 21. März 1320) Albrecht IV. von Hackeborn, Herr zu Helfta, urkundlich 1287, († zw. 19. Juni 1332 und 19. November 1332), Sohn von Albrecht von Hackeborn (1253–1304) und Agnes von Regenstein (-1274)
E7. Tochter; ⚭ () Heinrich von der Mhyra, urkundlich 1309, († nach 1309)
D4. Heinrich, Ritter des Deutschen Ordens zu Altenburg (1295)
C2. Siegfried, Burggraf von Leisnig (1224), urkundlich 1217 bis 1241
C3. Johann, Burggraf von Leisnig
D1. Dietrich, Burggraf von Leisnig, († nach 1265)
D2. Otto, Burggraf von Leisnig
E1. Otto, von Leisnig, Bischof von Minden, († 17. Juli 1368)
E2. Johann, von Pulsnitz, († 1374)
C4. Ulrich, Burggraf von Lubin, († 1241)
B2. Albero I., Burggraf von Leisnig (1198)